# زاگوری
زاگوری (یونانی: Ζαγόρι) یک منطقه و شهرداری در کوه‌های پیندوس در استان اپیروس، در شمال غربی یونان است. مساحت آن حدود ۱۰۰۰ کیلومتر مربع است و شامل ۴۶ روستای معروف به روستاهای زاغوری (یا زاگوروچوریا یا زاگروهوریا) است و به شکل مثلث متساوی الاضلاع واژگون است. ایوانینا، مرکز استان، در نقطه جنوبی مثلث قرار دارد، در حالی که ضلع جنوب غربی آن از کوه میتسیکلی (۱۸۱۰ متر) تشکیل شده‌است. رودخانه آئوس که در شمال کوه تیمف جریان دارد، مرز شمالی را تشکیل می‌دهد، در حالی که سمت جنوب شرقی در امتداد رودخانه واردا تا کوه ماوروونی (۲۱۰۰ متر) در نزدیکی متسوو می‌گذرد. مساحت شهرداری ۹۸۹٫۷۹۶ کیلومتر مربع است. جمعیت این منطقه حدود ۳۷۰۰ نفر است که تراکم جمعیت ۴ نفر در هر کیلومتر مربع را نشان می‌دهد که در مقایسه با میانگین ۷۳٫۸ برای یونان به عنوان یک کل بسیار کم است.